# Дубовицька криниця
Дубовицька криниця — криниця в Конотопському районі Сумської області. За народними переказами історія цього унікального місця сягає глибини XVI ст. і пов'язана з образом Богоматері, ікону якої, начебто, саме в цьому місці знайшов пастух і якого засліпило сіяння її. За друкованими джерелами ікона була знайдена в густій траві на березі річки Реть. Ось як це описано: «В селі Дубовичі Чернігівської губернії знаходиться дуже древня ікона Божої Матері, що названа Дубовицькою. За переказами вона була знайдена в густій траві на березі р. Реть в половині XVI століття. Можливо, що вона була загублена військовим обозом, який віз церковне начиння» (переклад автора). В іншій книзі пишеться, що на початку XVII ст. ікона знаходилася в хуторі Ретик в семи верстах від Дубовичів. Її легенда така: « У давній час, приблизно у кінці XVI- ст., під час смути, коли біля Реті були пасовища біля середмістя, у густій траві, можливо, військовим обозом, що віз награбоване майно, випала свята ікона. Пастух, що гнав череду, знайшов її, вдарив палицею: з'явилось світло, як удар блискавки, що засвітив пастуха, він впав на землю. Люди що проходили повз, вивели його з цього місця до священника, і він йому про цю подію розповів, став знову здоровим».
Мешканець с. Тулиголове розповів, що за переказами старих людей, саме водою з цієї криниці врятовано життя настоятелю церкви. Інші паломники розповідали, що виліковували щитоподібну залозу, органи травлення, але водою, освяченою в десяту п'ятницю після Пасхи, коли здійснюється святкова літургія. Різні думки існують з приводу Дубовицької криниці, однак всі вони зводяться до образу Пресвятої Богородиці. Побутує в народі ще одна легенда, яка стверджує, що колись, проходячи мимо джерела і бажаючи вгамувати спрагу, пастух нахилився, щоб напитися води, і побачив образ Божої Матері. Джерело, як стверджують старожили, било з-під великої сосни, розташованої трохи вище від того місця, де тепер зведено криницю.
З початком паломництва, джерело відновлювалось коштом Російської православної церкви в Україні та місцевою владою району.

## Галерея

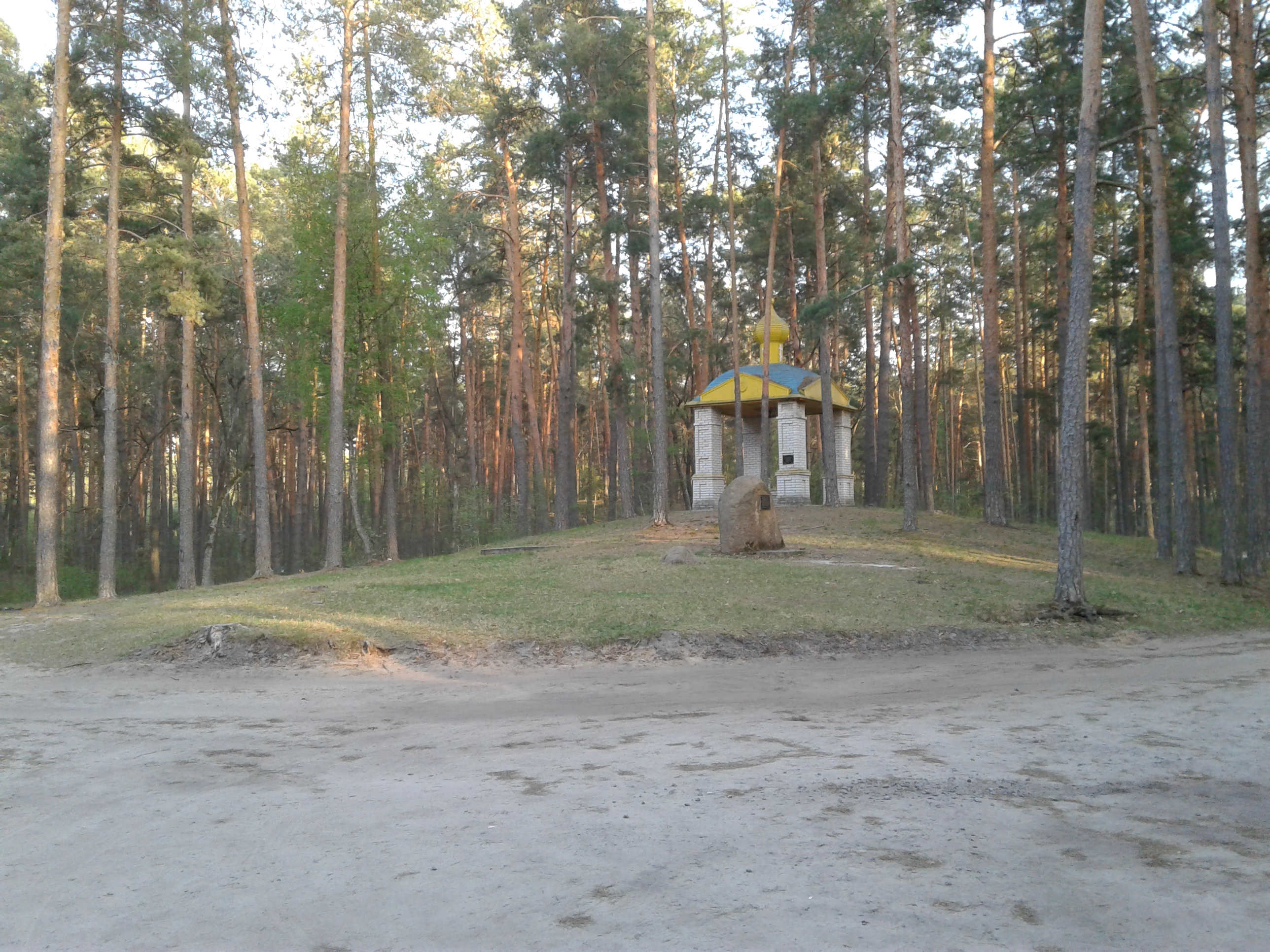
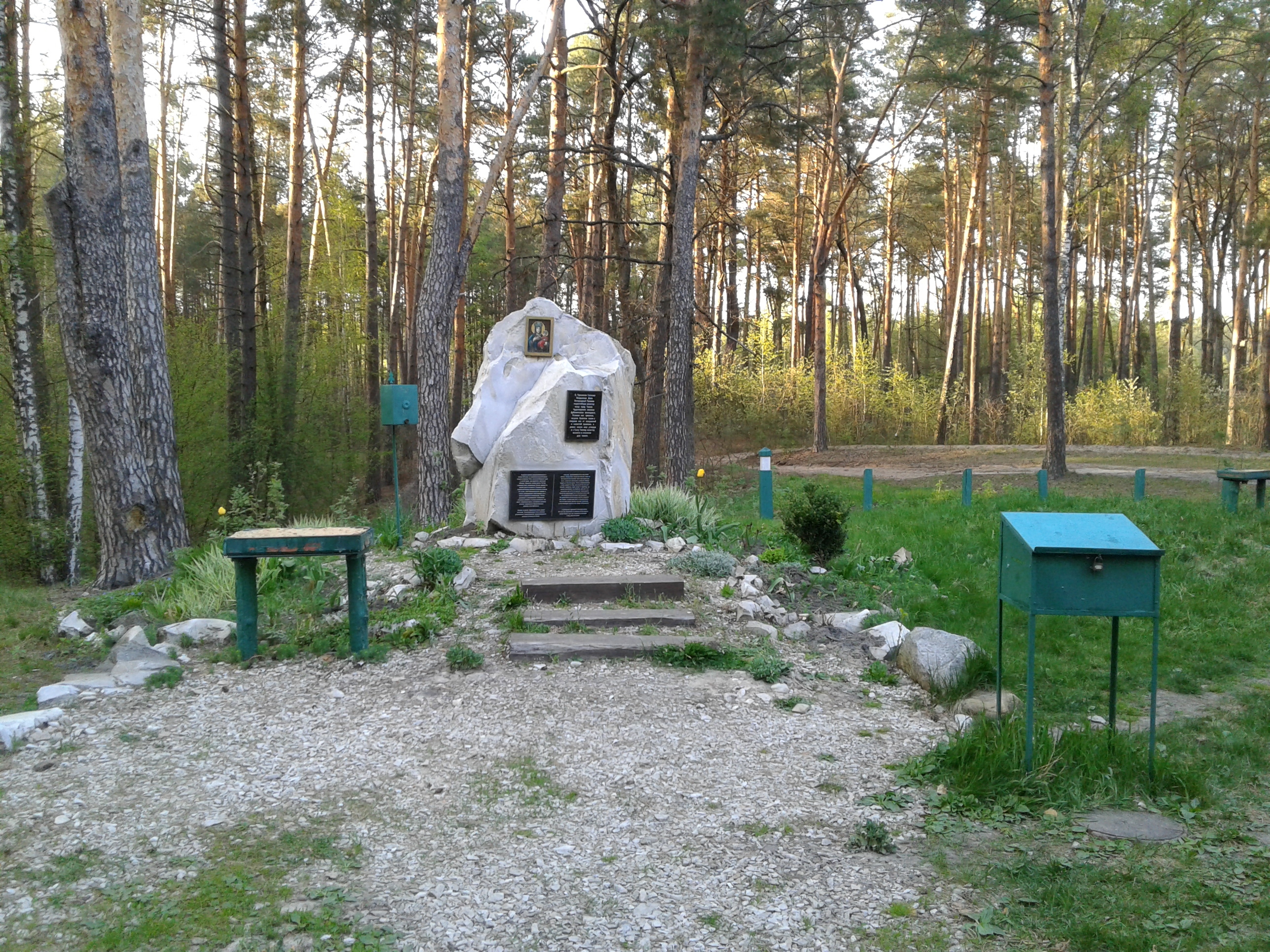
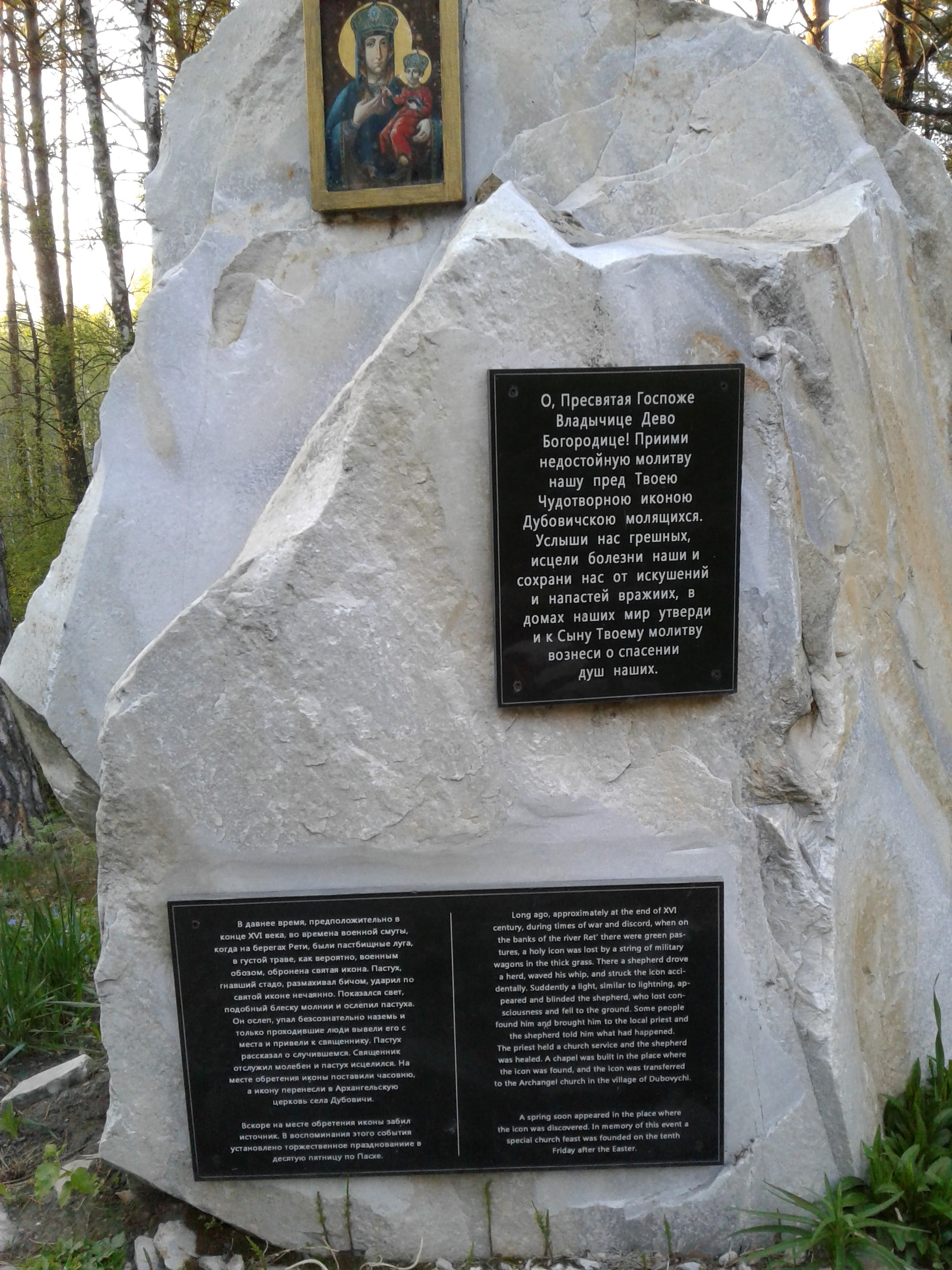
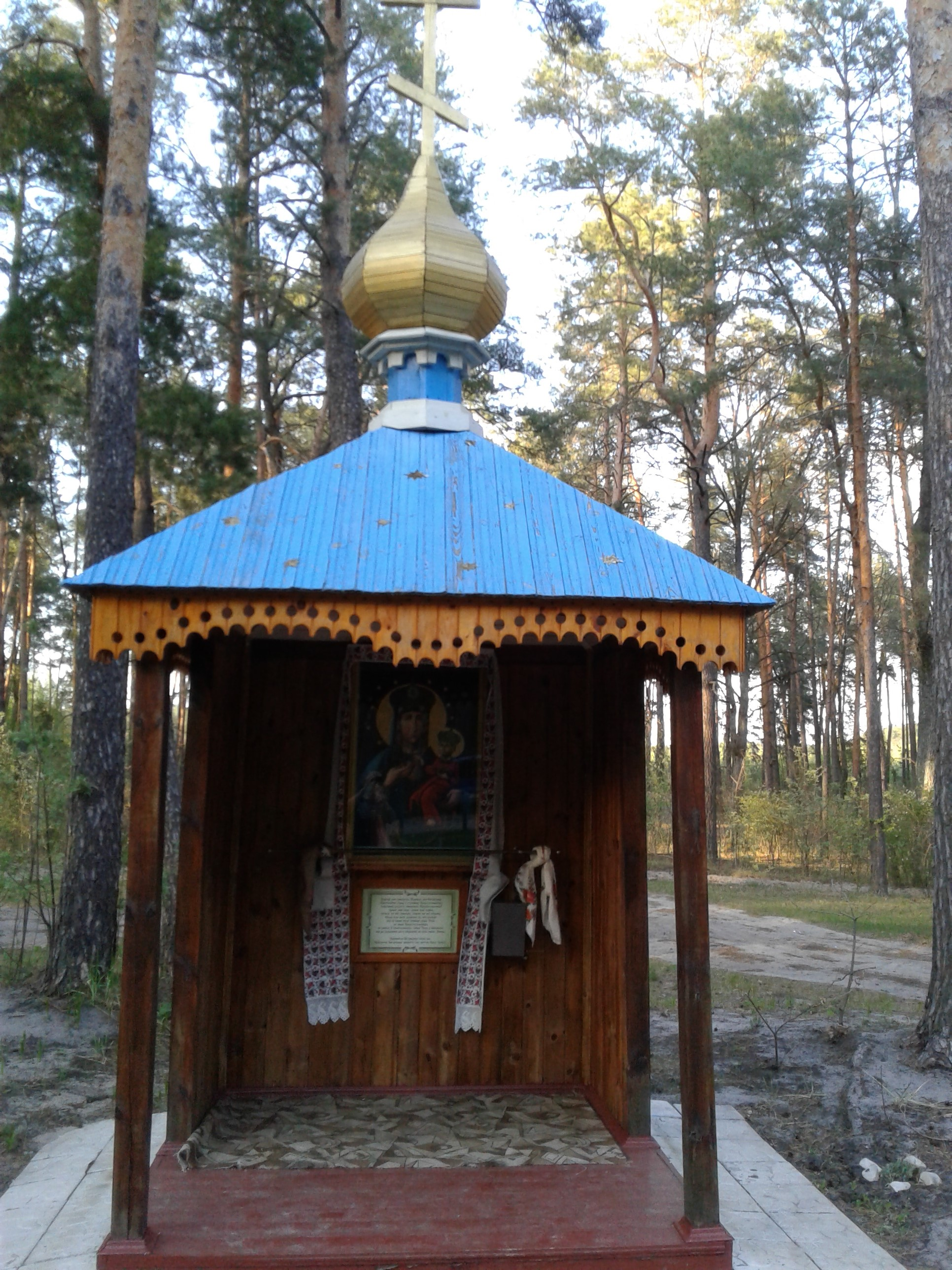
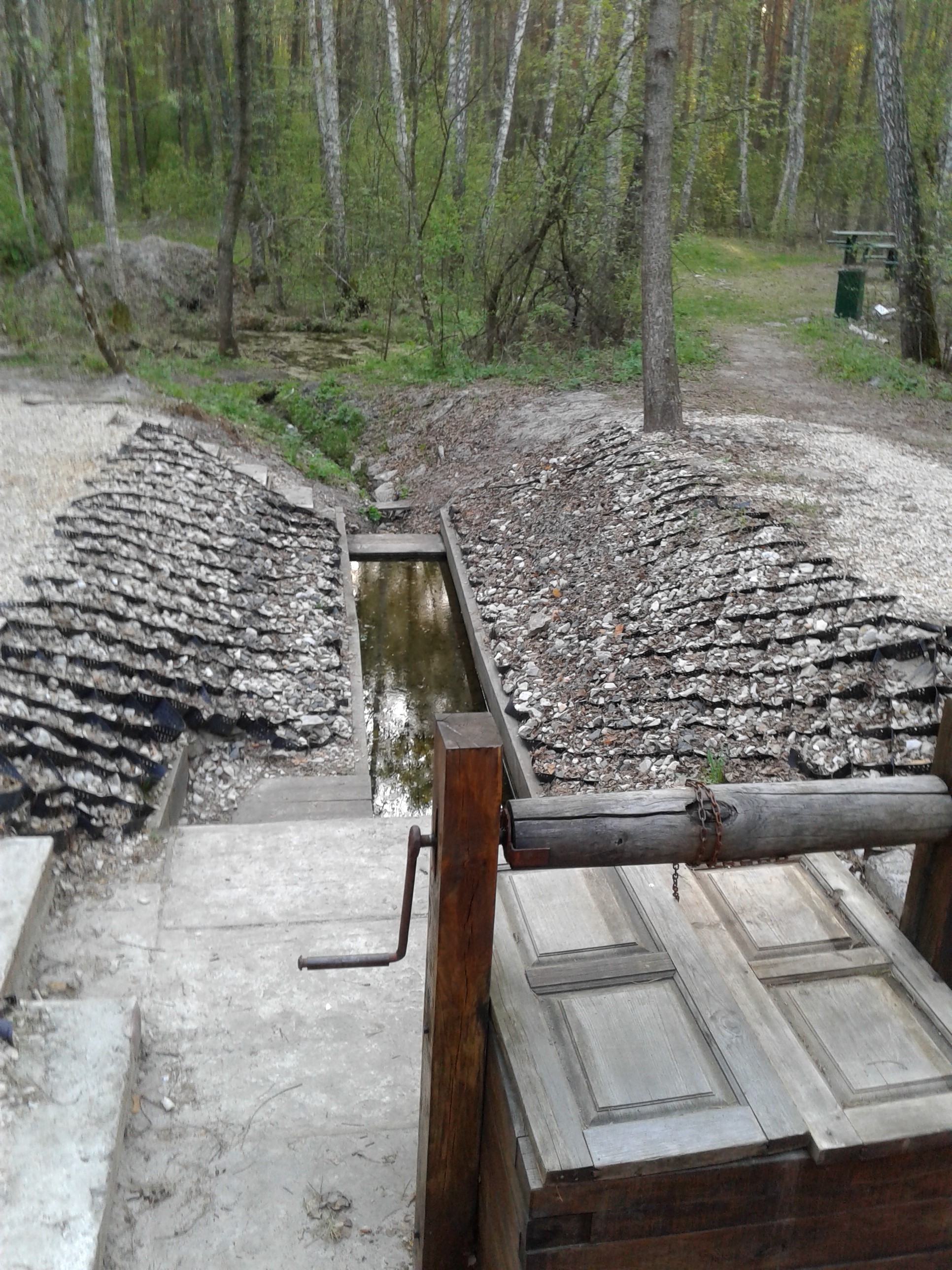
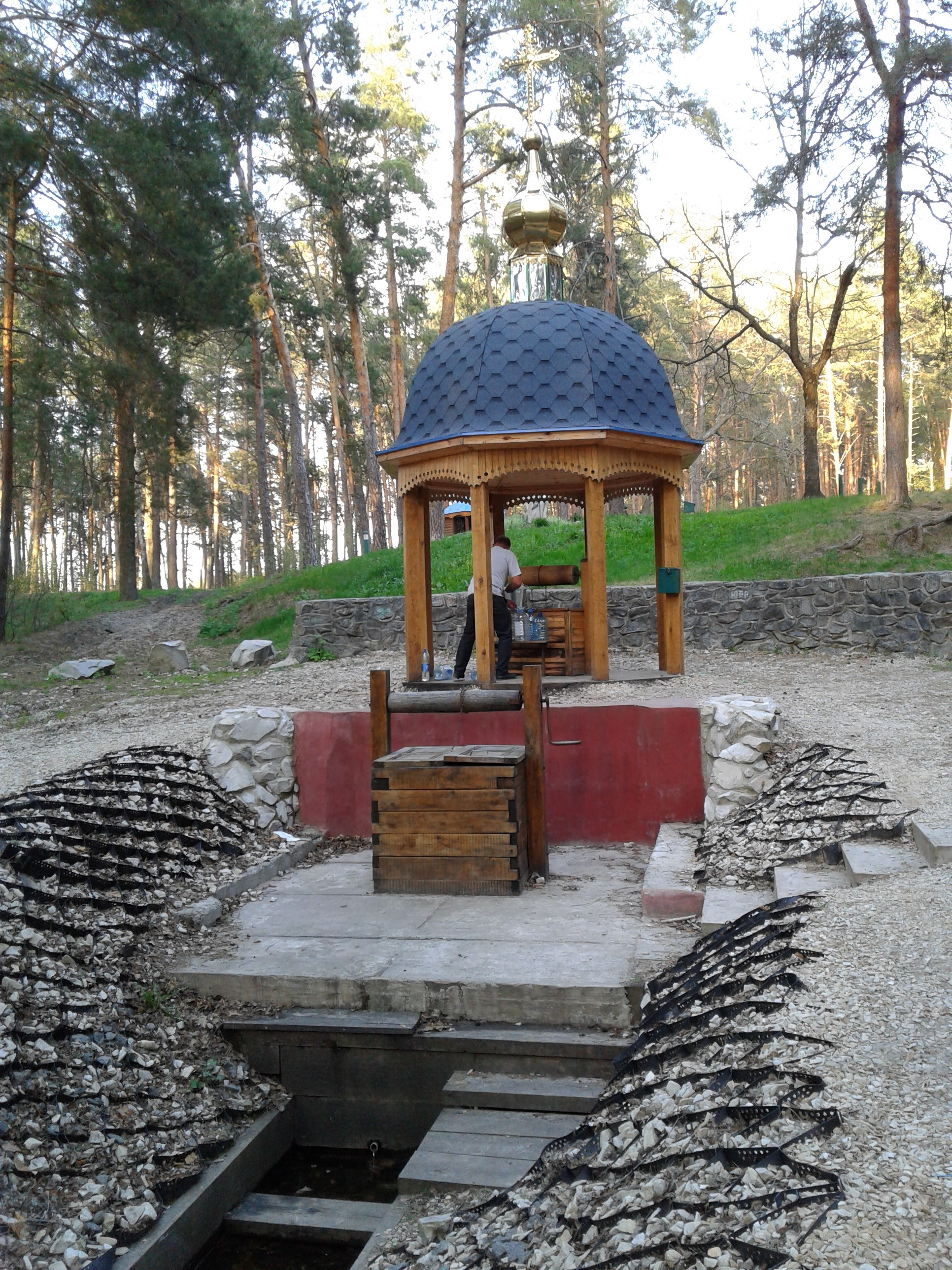
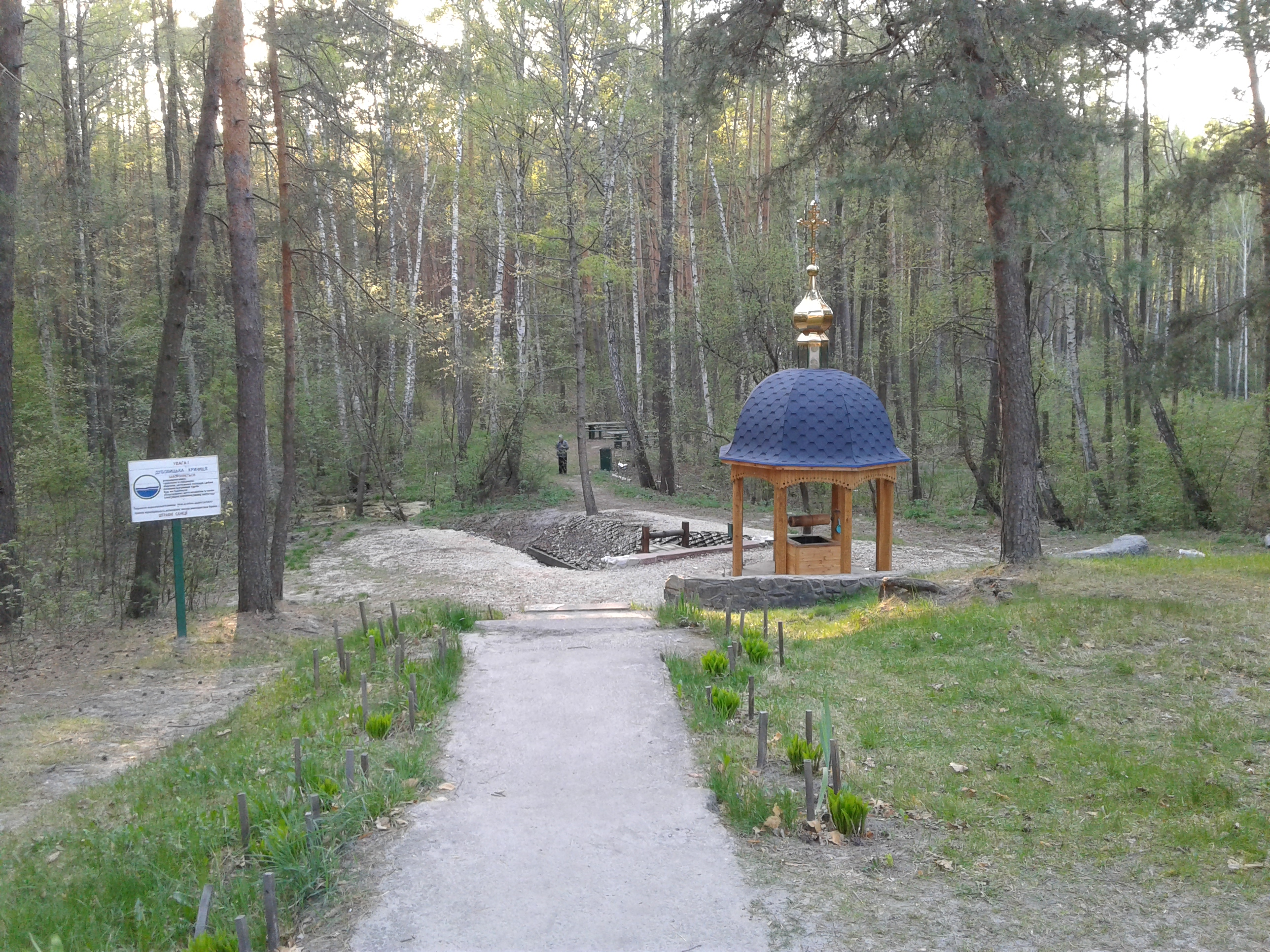